# 亞當·卡里頓
亞當·卡里頓（英語：Adam Clayton，1989年1月14日—），出生在曼徹斯特，是一名英格蘭足球運動員，司職中場，現時效力唐卡斯特流浪。

## 球會
曼城
卡里頓出身自曼城青訓。他曾經在對西布朗的賽事及對諾定咸森林的足總盃賽事中後備入替。2009年5月5日，他與球會續約兩。
卡素爾
2009年11月2日，卡里頓被曼城外借至英甲球會卡素爾效力至2010年1月。11月7日，他在足總盃以2-2戰平摩爾甘比的賽事進行至下半場時入替湯·泰禾而首次上陣。11月10日，他在英錦標以3-1的比分擊敗車士打菲特的賽事中攻入其處子入球。11月14日，他在以2-3的比分不敵布里斯托流浪的賽事中於聯賽處子上陣。2010年1月18日，他再次被外借至卡素爾直至球季結束。2月9日，他在英錦標第二回合對列斯聯的賽事中攻入其處子入球。
列斯聯
2010年8月6日，卡里頓被曼城外借至列斯聯，為期一個月。8月31日，他正式轉投列斯聯。 11月19日，他被球會外借至彼德堡，為期一個月，期間受天氣影響，只上陣3場賽事，但表現出色，獲延長借用至翌年1月30日。
2011年3月24日卡里頓再被借用到另一支英甲球隊米爾頓凱恩斯直到球季結束。
哈德斯菲尔德
2012年7月6日，從附加賽獲英冠作賽資格的哈德斯菲尔德從列斯聯簽入卡里頓，轉會費金額沒有公佈，合約為期三年。

## 國際賽
2009年3月31日，卡里頓在對意大利U20的賽事中首次代表英格蘭U20上陣。其後，他亦曾出戰2009年世界青年足球錦標賽。

## 生涯數據
| 球會   | 球季    | 聯賽 | 聯賽 | 足總盃 | 足總盃 | 聯賽盃 | 聯賽盃 | 其他 | 其他 | 總計 | 總計 |
| 球會   | 球季    | 上陣 | 入球 | 上陣   | 入球   | 上陣   | 入球   | 上陣 | 入球 | 上陣 | 入球 |
| ------ | ------- | ---- | ---- | ------ | ------ | ------ | ------ | ---- | ---- | ---- | ---- |
| 曼城   | 2008–09 | 0    | 0    | 0      | 0      | 0      | 0      | 0    | 0    | 0    | 0    |
| 曼城   | 2009–10 | 0    | 0    | 0      | 0      | 0      | 0      | 0    | 0    | 0    | 0    |
| 卡素爾 | 2009–10 | 25   | 1    | 3      | 0      | 0      | 0      | 1    | 1    | 29   | 2    |
| 總計   |         | 25   | 1    | 3      | 0      | 0      | 0      | 1    | 1    | 29   | 2    |

## 外部連結
- （英文）足球数据库：亞當·卡里頓的球员统计数据
- 亞當·卡里頓於哈德斯菲尔德官方資料